# اندیس فیروز آباد
فیروز آباد یک اندیس فلزی است که در حوالی شهر فرومد استان سمنان قرار دارد و مادهٔ معدنی موجود در آن، مس است.  